# Arabi (Geórgia)
Arabi é uma cidade  localizada no estado americano de Geórgia, no Condado de Crisp.

## Demografia
Segundo o censo americano de 2000, a sua população era de 456 habitantes.
Em 2006, foi estimada uma população de 453, um decréscimo de 3 (-0.7%).

## Geografia
De acordo com o United States Census Bureau tem uma área de 
11,9 km², dos quais 11,7 km² cobertos por terra e 0,2 km² cobertos por água. Arabi localiza-se a aproximadamente 123 m acima do nível do mar.

## Localidades na vizinhança
O diagrama seguinte representa as localidades num raio de 24 km ao redor de Arabi. 